# Robert Vouin
 (octobre 2019).
Si vous disposez d'ouvrages ou d'articles de référence ou si vous connaissez des sites web de qualité traitant du thème abordé ici, merci de compléter l'article en donnant les références utiles à sa vérifiabilité et en les liant à la section « Notes et références ».
Robert Vouin, né le 1er décembre 1913 à Langon et mort le 17 juillet 1975 à Langon, est un juriste et homme politique français. 
Il a été professeur de droit à la faculté de droit et des sciences économiques de Poitiers, puis de Bordeaux et de Paris. Il est spécialisé en droit pénal et criminologie.  

## Biographie
Robert Vouin, est né le 1er décembre 1913 à Langon en Gironde. Son père, Victor Vouin, venu de Normandie, avait acheté en 1911 une étude de notaire qu'il conserva jusqu'à sa mort en 1953. Il fut le premier notaire rural président de la Chambre des notaires de la Gironde.
Après avoir été élève à l'école Sainte-Marie de Langon puis à Saint-Elme d'Arcachon, Robert Vouin est étudiant à la faculté de droit de Bordeaux où sa thèse de doctorat sur La bonne foi, lui vaut une médaille d'argent en 1939.  
Fait prisonnier à Rethel en juin 1940, alors lieutenant de l'infanterie, il passe cinq années de captivité dans un oflag de Poméranie. Il s'y initie à plusieurs langues étrangères et commence à y préparer l'agrégation de droit. Il sera reçu quatrième en 1945, quelques mois seulement après le retour très éprouvant de captivité.

### Chaires d'enseignement à Bordeaux puis à Paris
En décembre de cette même année, il est attaché à la Faculté de droit de Poitiers dans laquelle il reste neuf ans, jusqu'au 1er octobre 1954 où il est nommé à la Faculté de droit de Bordeaux sur la chaire de droit criminel vacante à la suite du décès de Robert Poplawski en 1953. Il enseigne 5 ans à Bordeaux, jusqu'au 1er novembre 1959, date à laquelle il est nommé à la faculté de droit de Paris sur la chaire de René Cassin.  
Dans son enseignement et ses recherches, il se spécialise en droit pénal. A Bordeaux, il devient le directeur de l'Institut de sciences criminelles de la faculté de droit. En 1953, il devient membre du comité de rédaction de la Revue de science criminelle. Il est également membre de la Commission de réforme du Code d'Instruction criminelle en 1954. Enfin, il siége au jury du concours d'agrégation de droit privé en 1957.
À partir de 1944, il publie quelque cent cinquante articles dans des revues spécialisées ainsi que plusieurs ouvrages dont certains, devenus des classiques, font encore autorité. On lui doit : Manuel de droit criminel (Paris, Librairie générale de droit et de jurisprudence, 1949 ), Précis de droit pénal spécial (Paris, Dalloz, 1953), Droit pénal et criminologie en collaboration avec J. Léauté, en 1959, Droit privé, civil et commercial en collaboration avec P. Robino, en 1958, Droit pénal et procédure pénale en collaboration avec P. Léauté, en 1959. 
Robert Vouin a également été membre du Conseil de législation criminelle et a largement contribué, en tant que membre de la commission créée à cet effet, à la réforme du code d'instruction criminelle de 1958.
Il est par ailleurs conseiller municipal de la ville de Poitiers jusqu'en mai 1953. Il est élu maire de sa ville natale, Langon, en 1959 et le restera jusqu'en 1965. Il y sera conseiller municipal jusqu'à sa mort.

## Récompense et distinctions
- Officier d'Académie.
- Chevalier des Palmes académiques, 14 juillet 1951, puis d'officier le 14 juillet 1956.
- Chevalier de l'Ordre de la Santé publique et chevalier de la Légion d'honneur[réf. nécessaire].
- Une rue de la ville de Langon porte son nom.